# Hugh Fisher
Hugh Fisher (1º ottobre 1965) è un ex canoista canadese.
Alle Olimpiadi di Los Angeles 1984 ha vinto una medaglia d'oro nel K2 1000 m e un bronzo nel K2 500 m in coppia con Alwyn Morris. Ora si è ritirato dall'attività agonistica ma fa parte dello staff della nazionale canadese di canottaggio nelle vesti di allenatore.

## Palmarès
- Olimpiadi
  - Los Angeles 1984: oro nel K2 1000 m e bronzo nel K2 500 m.

- Mondiali
  - 1982: argento nel K2 1000 m.
  - 1983: bronzo nel K2 500 m.